# Tokyo Verdy
El Tokyo Verdy (東京ヴェルディ Tōkyō Verudi?) es un club de fútbol profesional japonés que juega en la J1 League. Anteriormente fue conocido como Verdy Kawasaki y Tokyo Verdy 1969.
Disputa sus partidos en el Estadio Ajinomoto que comparte con el F.C. Tokyo, contra el cual juega el derbi de la ciudad o el derbi de Tokio, aunque disputa también muchos encuentros en otros recintos, tales como el Estadio Olímpico de Tokio.
Con siete campeonatos de liga, cinco Copas del Emperador, seis Copas de la Liga y un Campeonato de Asia, el Tokyo Verdy es el club de fútbol más laureado en Japón. Sin embargo la mayoría de sus logros los obtuvo durante el amateurismo del fútbol en Japón.

## Historia

### Yomiuri FC (1969-1991)
Entre 1969 y 1992 era el equipo de la empresa Yomiuri, con localía en Kawasaki, y participó como Yomiuri FC en la Japan Soccer League (JSL).

### Verdy Kawasaki (1992-2000)
Con la creación del torneo profesional J. League en 1992, el equipo cambió de nombre a Verdy Kawasaki. A pesar de abandonar el nombre de Yomiuri, el equipo continuó siendo propiedad de la empresa hasta 1997, cuando pasó a manos de Nippon TV.
Desde sus inicios, Yomiuri siguió un modelo para Verdy Kawasaki similar al de su club de béisbol Yomiuri Giants, por el que intentarían ser un equipo de referencia tanto en lo deportivo como en la base de aficionados, llegando incluso a adoptar el sobrenombre de FC Nippon en su escudo. En la antigua Japan Soccer League comenzaron a dominar a partir de los años 1980, ganando cinco títulos de Liga. Y en el comienzo de la recién creada J. League se coronaron como campeones por dos años consecutivos, al obtener el título en 1993 y 1994.
En posteriores campañas Verdy Kawasaki comenzó a sufrir un progresivo declive, que se vio reflejado en los resultados obtenidos llegando en 1997 a terminar decimoquintos en la clasificación general.

### Tokyo Verdy (2001-actualidad)
Las deudas por los salarios altos de las primeras temporadas, la caída de espectadores y el nacimiento de un nuevo club en la ciudad (Kawasaki Frontale) hicieron que en 2001 el club se trasladara de Kawasaki a Chofu (Tokio): fue renombrado a Tokyo Verdy 1969 para reflejar tanto su nueva localía como sus orígenes como Yomiuri FC.
En el año 2005 Verdy obtuvo la Copa del Emperador pero, después de finalizar en el puesto 17 de la liga, descendió a la segunda división (J2) luego de recibir grandes reveses como las derrotas 1-7 frente a Gamba Osaka, 0-7 contra Urawa Reds y 0-6 ante Júbilo Iwata. En el 2006 se encontró en una posición extraña al participar en la segunda división mientras disputaba la Liga de Campeones de la AFC como campeón de Copa. El equipo recuperó la categoría en 2007 y pasó a ser solo Tokyo Verdy, pero descendió al año siguiente.
En septiembre de 2009, Nippon TV anunció que traspasaría todas sus acciones a una nueva sociedad, Tokyo Verdy Holdings. La J. League aprobó la operación, aunque pidió al equipo que encontrase nuevos patrocinadores para garantizar su participación en la siguiente temporada. Tras la retirada de NTV, los jugadores y aficionados iniciaron una campaña para convencer a posibles inversionistas. En octubre de 2010, la distribuidora de material deportivo Xebio firmó un acuerdo como patrocinador por cinco años, que garantizó la viabilidad económica. En el año 2023 pugnaron por el segundo ascenso a J1 League junto con Júbilo Iwata y Shimizu S-Pulse, para la última jornada con ellos en cuarta posición, tenían la necesidad de que estos últimos no ganaran y ellos sí para conseguir el ascenso automático, Verdy visitaba al descendido Omiya Ardija mientras que Júbilo y Shimizu enfrentaban a Tochigi y Mito respectivamente, Tochigi se adelantó en el juego ante Iwata y Mito hacía lo propio ante Shimizu, sumado a su tranquila victoria ante Omiya Ardija les estaba dando el ascenso después de dieciséis años, sin embargo una ráfaga de dos goles en veinte minutos por parte de Iwata ante Tochigi, eliminaron las posibilidades de ascenso directo de Tokyo Verdy, aunque al clasificar como terceros al Play-offs solo necesitaban dos empates para ascender. En la semifinal doblegaron por 2-1 a JEF United Chiba Ichihara, clasificando a la final ante Shimizu S-Pulse. Ascendieron a la J1 League después de dieciséis años. Al empatar en la misma ante Shimizu S-Pulse (tenían ventaja deportiva por ser terceros en la temporada regular) gracias a un penal al octavo minuto de descuento del segundo tiempo.
En su regreso a primera división, el equipo realizó a una buena campaña y finalizó en la sexta posición de la J1 League 2024.

## Símbolos

### Escudo
A través de los años, el escudo del equipo se mantuvo esencialmente sin cambios, jugando un cóndor de oro con las alas extendidas a una bola de color verde. El único cambio importante que los brazos sufrido, excluyendo el cambio de nombre de la empresa, tuvo lugar en 2001, cuando la forma circular del escudo de armas fue reemplazado por un polígono con los mejores circula.

### Mascota
Durante sus tiempos en Kawasaki, la mascota del club fue un cóndor vestido con los colores del club, pero desde su traslado a Tokio es un humanoide llamado Verdi (ヴェルディ Verudi?), llevando la camiseta de la selección.

### Himno oficial
Desde 2011, el himno del club es Winning Winds, una canción compuesta por Tetsuya Komuro e interpretada por la cantante Miz.

### Uniformes
Desde sus inicios la empresa ha mantenido el verde como color dominante de sus uniformes: hasta 1992 se experimentó algunos cambios de menor importancia, tales como la adición, a principios de los años ochenta, los bordes de color rojo, blanco y azul. Después del desembarco del equipo en los uniformes profesionales convirtió en el tema de los cambios constantes de la razón y la adición de otros matices a la principal (incluyendo el negro en 1995 y amarilla en (2006). Los uniformes utilizados para partidos fuera de casa no más bien sufrir cambios importantes hasta los primeros dos mil años (a excepción de una rotura en los años ochenta, cuando se adoptaron uniformes de color azul claro y blanco o rojo y azul) donde los uniformes tradicionales blancas con pantalones cortos verdes, los uniformes fueron sustituidos por el negro o amarillo.
|  |  |  |  |  |  |  |  |

## Estadio
Tokyo Verdy juega en varios campos, siendo el Estadio Ajinomoto su campo habitual. Este es compartido con FC Tokyo. Ese estadio cuenta con capacidad para 50.000 espectadores, pista de atletismo y césped natural. Además cuenta con otros recintos como el Estadio Olímpico de Tokio, que utiliza para partidos especiales o amistosos internacionales.
La primera área en la que el equipo compitió sus partidos en casa estaba equipada adecuadamente área dentro de la Yomiuri Land, el parque de atracciones propiedad del Yomiuri Shimbun. Luego con la profesionalización del fútbol japonés, comenzó a utilizar el Estadio Nacional de Tokio donde, en los últimos años como equipo aficionado. Con la adquisición de equipo profesional y el cambio de sede de Kawasaki, el club comenzó a jugar sus partidos de local en el Estadio Todoroki hasta el 2000 cuando, durante el cambio de sede en Tokio, se trasladó al Estadio Ajinomoto, compartiendo con los rivales locales FC Tokyo.

## Jugadores

### Jugadores en préstamo
| Prestados |

### Jugadores destacados
| Japón - Shinkichi Kikuchi - Tadashi Nakamura - Ko Ishikawa - Yasutoshi Miura - Tetsuji Hashiratani - Ruy Ramos - Tsuyoshi Kitazawa - Nobuhiro Takeda - Kazuyoshi Miura - Koji Seki (1990-1993) - Keiji Ishizuka (1993-2002) - Kazuya Iio (1999) - Jun Tamano (2002-2005) - Kento Tsurumaki (2005-2010) - Koji Matsuura (2006) - Jumpei Shimmura (2007-2009) - Koki Takenaka (2011-2012) |  | Japón (Cont.) - Takayuki Fujikawa - Hisashi Kato - Satoshi Tsunami - Yuji Hironaga - Shiro Kikuhara - Hideki Nagai - Shinji Fujiyoshi - Masakiyo Maezono - Seitaro Tomisawa |  | Conmebol - Hulk - Bismarck - Pereira - Edmundo - Carlos Henrique Raimundo Rodrigues - Júlio César (1999) |  | UEFA - Henny Meijer |

## Rivalidades
Derbi Nacional
Durante fines de los años 1980 y principios de los 1990, los partidos entre los dos equipos más ganadores de aquella época, el Yokohama Marinos y el Verdy Kawasaki eran conocidos como el derbi nacional, sin embargo durante los siguientes años este clásico fue perdiendo poco a poco el protagonismo, sobre todo después de que el Verdy se mudara a Tokio y dejase de ser propiedad de Yomiuri en 1997.
Derbi de Tokio
Este derbi enfrenta a los dos clubes más importantes de Tokio, el Tokyo Verdy y el FC Tokyo.

## Palmarés

### Torneos Nacionales (23)
En negrita las competiciones vigentes en la actualidad. En cursiva los logros conseguidos durante el amateurismo.
| Competiciones nacionales       | Títulos                                | Subcampeonatos       |
| ------------------------------ | -------------------------------------- | -------------------- |
| J1 League (2/1)                | 1993, 1994.                            | 1995.                |
| Japan Soccer League (5/3)      | 1983, 1984, 1986-87, 1990-91, 1991-92. | 1979, 1981, 1989-90. |
| Copa del Emperador (5/3)       | 1984, 1986, 1987, 1996, 2004.          | 1981, 1991, 1992.    |
| Copa J. League (3/1)           | 1992, 1993, 1994.                      | 1996.                |
| Supercopa de Japón (4/1)       | 1984, 1994, 1995, 2005.                | 1997.                |
| Copa Japan Soccer League (3/0) | 1979, 1985, 1991.                      |                      |
| Konica Cup (1/0)               | 1990.                                  |                      |
|                                |                                        |                      |
| J2 League (0/1)                |                                        | 2007.                |
| JSL División 2 (2/2)           | 1974, 1977.                            | 1975, 1976.          |

### Torneos internacionales (1)
| Competiciones internacionales     | Títulos | Subcampeonatos |
| --------------------------------- | ------- | -------------- |
| Liga de Campeones de la AFC (1/0) | 1987.   |                |
| Copa Afroasiática (0/1)           |         | 1988.          |

### Otros torneos internacionales (1)
| Competiciones internacionales | Títulos | Subcampeonatos |
| ----------------------------- | ------- | -------------- |
| Copa Sanwa Bank (1/1)         | 1994.   | 1995.          |